# Fernando Monje
Fernando Monje Vicario (Barcelona, 7 maart 1993) is een Spaans autocoureur.

## Carrière
Monje begon zijn autosportcarrière in het karting op twaalfjarige leeftijd in 2005, waar hij tot 2009 actief bleef.
In 2009 stapte Monje over naar het formuleracing, waar hij in de Formul'Academy Euro Series als tiende in het kampioenschap eindigde. Ook nam hij dat jaar deel aan drie raceweekenden van de Spaanse Seat Leon Supercopa voor het team SUNRED Engineering.
In 2010 stapte hij over naar de Europese F3 Open voor het team De Villota Motorsport, waar hij het seizoen als zesde afsloot. In 2011 bleef hij rijden in het kampioenschap, maar stapte over naar het team Drivex. Hij eindigde als vijftiende in het kampioenschap.
In 2012 keerde Monje terug bij SUNRED in het World Touring Car Championship, waar hij deelnam in het raceweekend op het Circuit Ricardo Tormo Valencia. Na dit weekend ging hij zich concentreren op de European Touring Car Cup, waarin hij kampioen werd. Vervolgens keerde hij terug in het WTCC voor de rest van het seizoen voor het Tuenti Racing Team in een Seat Leon. Hij behaalde twee punten en eindigde hiermee als 24e in het kampioenschap.
In 2013 stapte Monje over naar het nieuwe WTCC-team Campos Racing naast Hugo Valente. In de tweede race op het Stratencircuit Marrakesh startte hij vanaf pole position, maar viel in de tweede ronde uit na een botsing met James Thompson. Met twee raceweekenden te gaan staat hij 22e in het kampioenschap met één punt, behaald op het Suzuka International Racing Course.